# Samogonsjjiki
Samogonsjjiki (russisk: Самогонщики, da.: Smuglere) er en sovjetisk spillefilm fra 1961 instrueret af Leonid Gajdaj.

## Medvirkende
- Jurij Nikulin
- Georgij Vitsin
- Jevgenij Morgunov
- Vladimir Pitsek